# Pascal Triboulot
Pascal Triboulot, né en 1955, est un ingénieur français, professeur des universités de classe exceptionnelle, directeur honoraire de l'École nationale supérieure des technologies et industries du bois (Enstib) qu'il a dirigée pendant près de 22 ans de 1995 à 2017.

## Biographie
Pascal Triboulot, professeur des universités de classe exceptionnelle, a été directeur de Lorraine INP (structure regroupant 11 écoles d'ingénieurs de l'université de Lorraine) de février 2017 à juin 2023. Il était auparavant directeur de l'École nationale supérieure des technologies et industries du bois (Enstib),, où il est toujours Professeur.

### Formation
Ingénieur diplômé de l'École nationale d'ingénieurs de Metz (Énim) en 1977, Pascal Triboulot est également titulaire d’un DEA en mécanique appliquée (1979) et d’un doctorat-ingénieur en science des matériaux (1981). Pascal Triboulot est tout d'abord attaché de recherche CNRS à l'université de Tokyo en 1981, puis chargé de recherches à l'Institut national de la recherche agronomique (Inra) en 1982.
Il obtient une habilitation à diriger les recherches de l'université de Lorraine en 1998.

### Carrière
Pascal Triboulot travaille comme ingénieur à l’université de Nancy 1 de 1983 à 1985 de l’UTC (Université de technologie de Compiègne).
En 1985, il est maître de conférences en génie civil et mécanique et, en parallèle, directeur des études de l'Enstib (ex-Esstib), jusqu'en 1993. Pascal Triboulot devient directeur adjoint de l'établissement en 1995, puis directeur en 2000, et ce pendant dix ans. En 2011, il est consultant pour le Développement Économique Canada, détaché à l'université du Québec (Canada). En 2012, il revient à l'Enstib comme directeur pour un mandat de cinq ans. En 2017, il quitte ses fonctions de directeur de l'Enstib.
Il est également élu Vice-Président de l'interprofessionnelle de la filière bois de la région Grand Est,.
En 2022, Pascal Triboulot devient professeur des universités à l'Institut national polytechnique de Lorraine (Lorraine INP), directeur honoraire de l'École nationale supérieure des technologies et industries du bois de l'université de Lorraine.

## Engagement

### Conférences
Pascal Triboulot estime que l'ENSTIB a un rôle essentiel à jouer dans la filière bois. Il intervient dans de nombreuses conférences et tables rondes pour faire tomber les clichés qui collent à la filière bois et à la forêt,. Suivant certains acteurs de la filière bois, il peut être comme dans le Moniteur le globe-trotteur du bois ou comme dans Forestopic le coupeur de bois,. Pascal Triboulot évoque le Syndrome d'Idéfix quand il analyse le comportement de certaines personnes qui, schématiquement dit, veulent voir du bois partout mais ne veulent pas couper d'arbre.
Pour ce défenseur de la filière bois, chaque intervention lui permet de mettre en avant les atouts du bois dans la construction vs le ciment et son besoin en sable ou l'acier producteur de Co2 , le bois solution du développement durable, une réponse aux enjeux climatiques et sociaux.

### Assises du bois et de la forêt.
Il s'engage dans la structuration de la filière et défend les acteurs de la filière bois et de la forêt. Il soutient la labellisation Forêt d'Exception au domaine forestier de Darney dans les Vosges. Il intervient pour alerter sur l'état d'urgence des forêts et organise les Assises du bois et la forêt,.

### Controverse
Le défenseur de la filière bois relativise le projet de forêt primaire européenne sur 70 000 ha en France et pays frontalier lancé en 2018 par le botaniste Francis Hallé. S'ils sont d'accord sur la place insuffisante de la forêt, Pascal Triboulot met en garde contre les conséquences sociaux-économiques notamment sur 1500 emplois potentiels.

### Souci écologiste
Son slogan inspiré par Julius Natterer : Seule l’utilisation du bois dans la construction peut sauver les forêts du monde,.
En 2017, c'est en tant que directeur de Lorraine INP, qu'il lance auprès de ses étudiants le projet Urbanloop qui est adopté dans plusieurs régions,,,.

#### Les Défis du bois
Pascal Triboulot est l'un des fondateurs des Défis du bois. Depuis 2005, Les Défis du Bois, regroupe des étudiants, les « défiboiseurs » en fin de cursus aux compétences diverses pour une expérience de partage et de créativité, répondant à des contraintes de temps, de matériel et d'inventivité. En 2024,  trois équipes œuvrent à la construction de trois structures sur le thème des villes jumelles d'Épinal, Gembloux et Schwäbsih Hall.

## Bibliographie

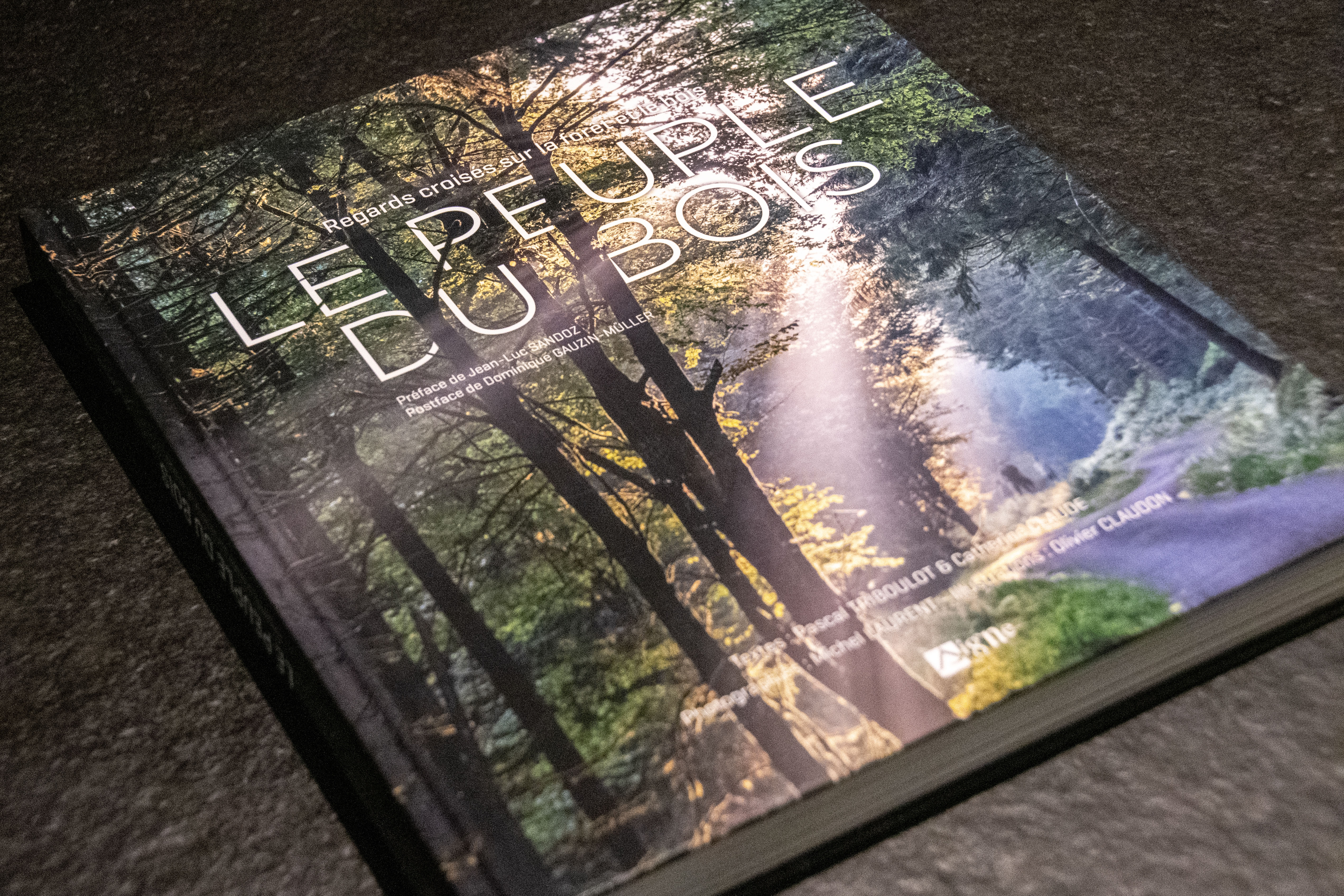
Photographies (couverture et intérieur) de Michel Laurent.

## Distinctions
- Officier des Palmes académiques (2002)[1]
- Chevalier du Mérite agricole (2002)[1]

- Docteur honoris causa de l'université du Québec en 2009[33]
- Hommage de la profession, personnalité de l’année de la filière forêt-bois honorée au Forum Bois Construction 2024[34]

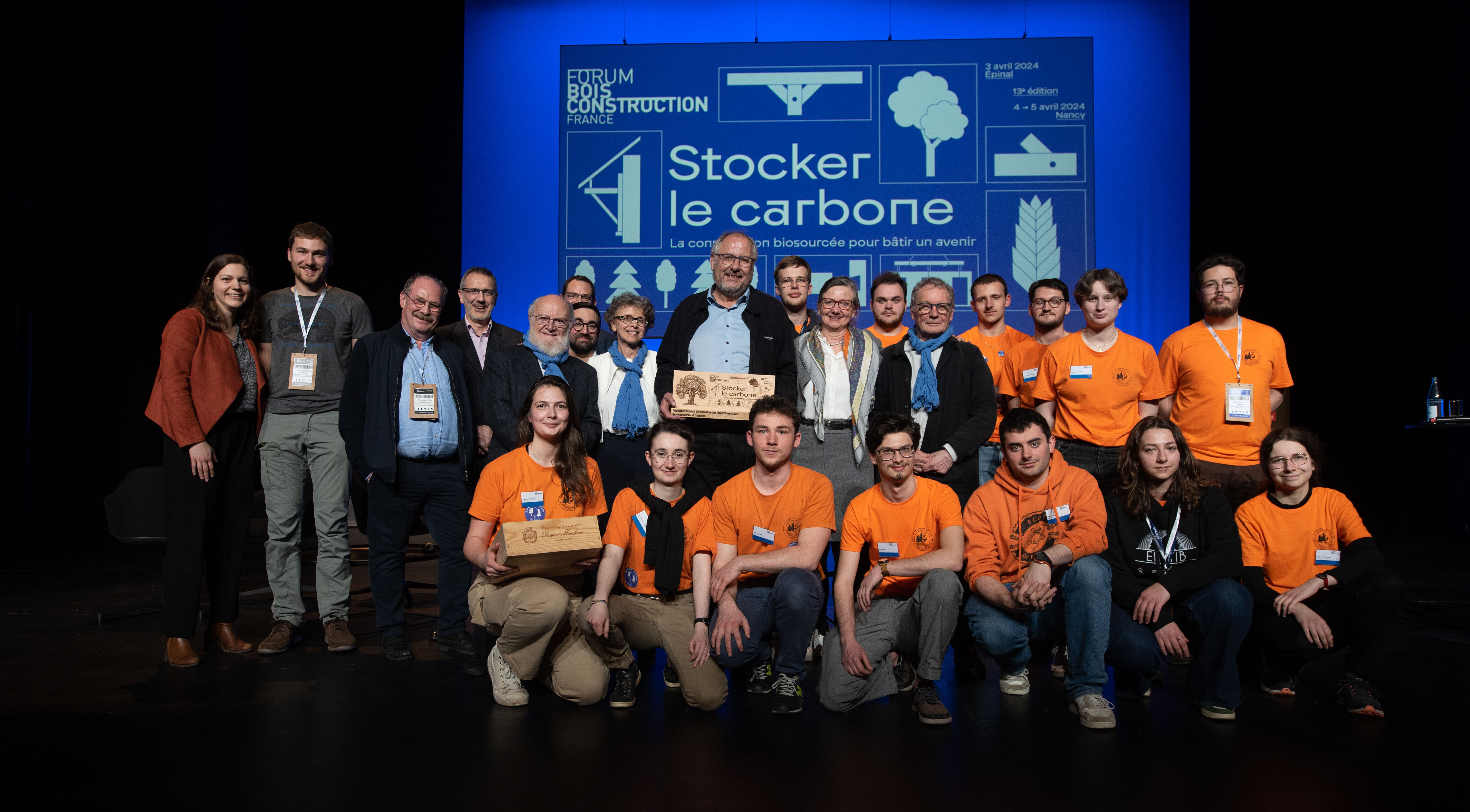
Hommage de la filière bois à Nancy lors du Forum international bois construction 2024